# Cités étrusques

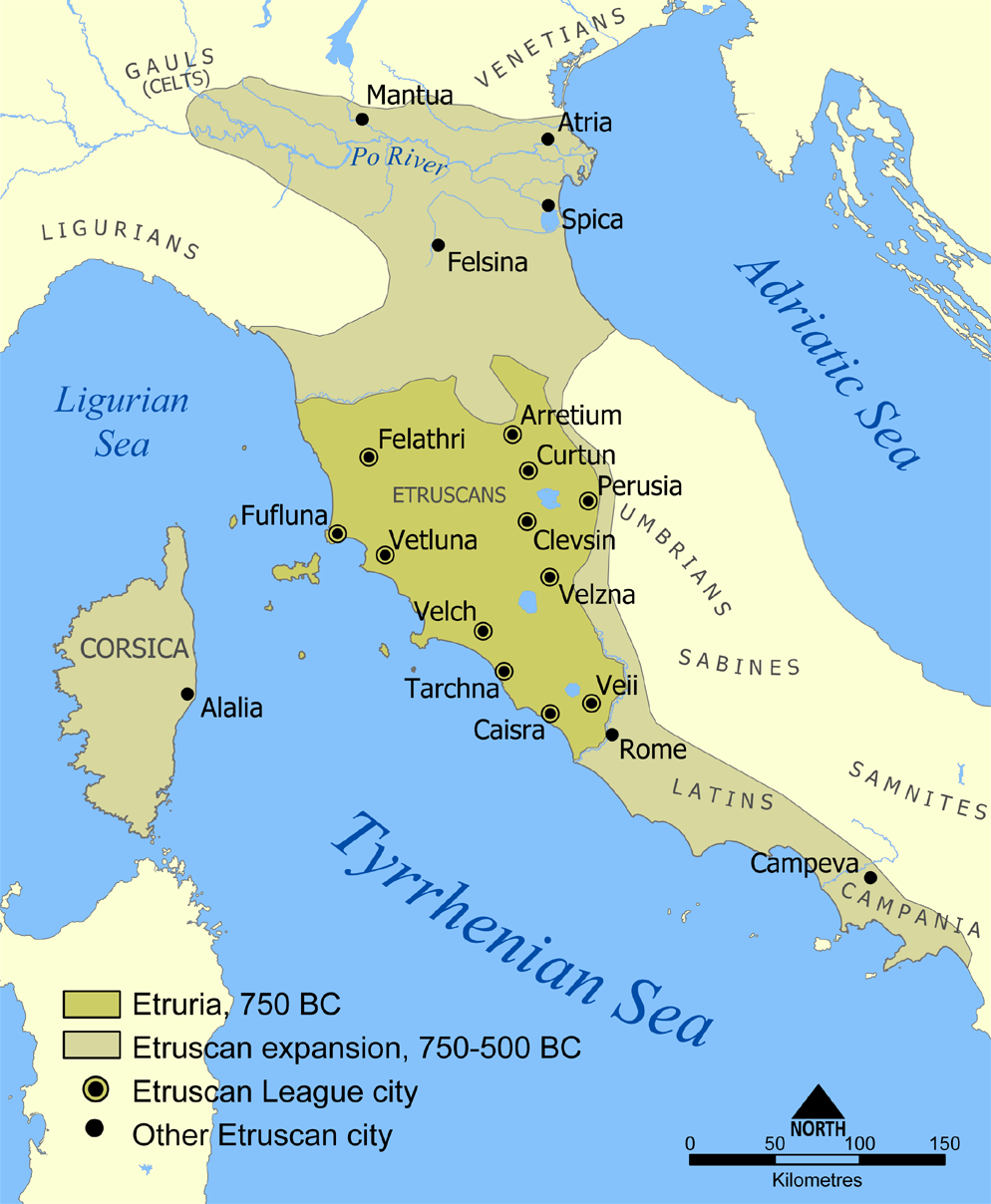
La zone couverte par la civilisation étrusque.

Les cités étrusques sont un groupe d'anciennes colonies qui partagent une langue et une culture étrusques communes, même si elles sont des cités-États indépendantes. Elles prospèrent sur  la moitié nord de l'Italie à partir de l' âge du fer et atteignent parfois un niveau substantiel de richesse et de pouvoir. Elles sont assimilés d'abord par les Italiques au sud, puis par les Celtes au nord et en Étrurie  par la République romaine en expansion.
Les noms étrusques des principales villes dont les noms sont par la suite romanisés ont survécu dans des inscriptions et sont répertoriés. Certaines villes sont fondées par les Étrusques à l'époque préhistorique et portent des noms étrusques. D'autres, d'origine italique, sont colonisées par les Étrusques, qui à leur tour ont étruscanisé leur nom.
Les estimations de la population des plus grandes villes au VIe siècle av. J.-C. ( Véies, Volsinii, Caere, Vulci, Tarquinia, Populonia ) varient entre 25 000 et 40 000 chacune,,,.

## Douze villes ou nations
Parmi plusieurs ligues étrusques, la Dodécapole ( terme grec signifiant « douze villes ») de la civilisation étrusque est légendaire parmi les auteurs romains, en particulier Tite-Live. La dodécapole n'avait pas de liste définitive et si une ville était supprimée, elle était remplacée par une autre.
Les cités étrusques étaient des États autonomes, mais elles étaient liées dans la dodécapole et disposaient d'un sanctuaire fédéral au Fanum Voltumnae près de Volsinii.

## Tableau des villes en langues étrusque, latine et italienne
Le tableau ci-dessous répertorie les villes étrusques les plus souvent incluses dans la Dodécapole ainsi que d'autres villes pour lesquelles il existe des preuves substantielles qu'elles étaient  habitées par des Étrusques. Des noms romains et italiens sont donnés, mais ils ne sont pas forcément étymologiquement liés. Pour les sources et les étymologies reportez-vous aux articles liés.
| Étrusque                                | Latin                     | Italien                       |
| Éligibles à la Dodécapole               |                           |                               |
| Aritim, Arritim, Arreti, Areuthes       | Arrētium                  | Arezzo                        |
| Chaire, Chaisrie, Caisra, Kisra         | Caere, Agylla             | Cerveteri et sa frazione Ceri |
| Clevsin, Clevsi, Cleusina               | Clusium, Camars           | Chiusi                        |
| Curtun, Curtna                          | Cortōna                   | Cortona                       |
| Perusna, Persna, Pherusina              | Perusia                   | Perugia                       |
| Pupluna, Fufluna, Pupuluna              | Populōnia                 | Populonia                     |
| Tarchuna, Tarchna                       | Tarquinii                 | Tarquinia (Corneto)           |
| Vatluna, Vetluna, Vetaluna, Vatalu      | Vetulōnia                 | Vetulonia                     |
| Veia, Veina, Veis                       | Veii                      | Veio                          |
| Velathri, Velathera, Felathri           | Volaterrae                | Volterra                      |
| Velch, Velcal, Velcl                    | Vulci                     | Volci                         |
| Velzna, Velxe, Velsu, Velusna, Velznani | Volsinii                  | Bolsena ou Orvieto?           |
| Autres                                  |                           |                               |
| Aisinia, Asinia                         | Exinea, Sinea             | Signa                         |
| Ampiles, Ampli, Ampile                  | Emporium, Empulum         | Empoli                        |
| Amre, Cameria, Amerite                  | Ameria                    | Amelia                        |
| Aritma                                  | Artiminum                 | Artimino                      |
| Arrantia                                | Ripa Arranciae            | Pomarance                     |
| Aruina, Aruna, Priana                   | Piscia                    | Pescia                        |
| Bellona, Bellonia                       | Castrum Praedium, Pregium | Preggio                       |
| Birent, Birenz, Firens, Firez           | Florentia                 | Firenze (Florence)            |
| Cahinias                                | Caninium                  | Canino                        |
| Cainxna, Canxna, Cainchna               | Clantianum                | Chianciano Terme              |
| Caletra, Chalaitra                      | Marsiliana                | Marsiliana d'Albegna          |
| Capalu                                  | Capalbium                 | Capalbio                      |
| Capna                                   | Capena                    | Capena                        |
| Care, Careia, Careias                   | Careiae, Careae           | Galera, now abandoned         |
| Carhara, Carhaira                       | Carraria                  | Carrara                       |
| Cassina                                 | Cassina, Cascina          | Cascina                       |
| Catuna                                  | Cetona, Scitonia          | Cetona                        |
| Ceicna, Caicni                          | Caecina                   | Cecina                        |
| Cusi, Cuthi                             | Cosa                      | Ansedonia                     |
| Felcina, Hulchena                       | Fulginia                  | Foligno                       |
| Fernta, Frunth                          | Ferentum                  | Ferento                       |
| Ficline                                 | Figulinae                 | Figline Valdarno              |
| Ficrine                                 | Fregenae                  | Fregene                       |
| Fullona                                 | Fullonica                 | Follonica                     |
| Halethi, Halesi, Phlesnas               | Falerii                   | Civita Castellana             |
| Hepa, Heva                              | Heba                      | Magliano in Toscana           |
| Hortia                                  | Corchianum                | Corchiano                     |
| Hurta, Hurt                             | Horta                     | Orte                          |
| Icuvina, Ikuvina (Ombrien *Ikuvium)     | Iguvium, Eugubinum        | Gubbio                        |
| Larthial                                | Larcianum                 | Larciano                      |
| Liburna, Leburna                        | Labro                     | Livorno                       |
| Luca                                    | Luca                      | Lucca                         |
| Luna                                    | Luna                      | Luni                          |
| Manthra                                 | Marturanum                | Barbarano Romano              |
| Martha, Marath                          | Marta                     | Marta                         |
| Marturi                                 | Podium Bonitii            | Poggibonsi                    |
| Mevana, Mevania                         | Bevania, Maevania         | Bevagna                       |
| Narce                                   | Narce                     | Mazzano Romano                |
| Nepete, Nepet                           | Colonia Nepensis          | Nepi                          |
| Northia                                 | Nursia                    | Norcia                        |
| Nurcla, Orcla                           | Orclae                    | Norchia                       |
| Phlera, Velera, Plais                   | Blera                     | Blera                         |
| Pisna, Pise, Peithusa, Pithsa           | Pisae                     | Pisa                          |
| Pisturim                                | Pistoriae, Pistorium      | Pistoia                       |
| Pulianu, Purthna, Pulthna               | Mons Politianus           | Montepulciano                 |
| Rasela, Rusle                           | Rusellae                  | Roselle, Grosseto             |
| Raisne, Rasiniena                       | Rasinianum                | Rosignano                     |
| Ratumna                                 | Balneum Regium            | Bagnoregio                    |
| Ruvfna                                  | Rufina                    | Rufina                        |
| Sabate                                  | Trebonianum               | Trevignano Romano             |
| Sabatia                                 | Angularia Sabatina        | Anguillara Sabazia            |
| Saena, Sena, Saina                      | Saena                     | Siena                         |
| Satria                                  | Vicus Sartarianus         | Sarteano                      |
| Scansna                                 | Scansanum                 | Scansano                      |
| Sveama, Sveiam, Suana                   | Suana                     | Sovana                        |
| Statna, Staitne, Statues, Staties       | Statōnia                  | Poggio Buco                   |
| Surha                                   | Aquipendium               | Acquapendente                 |
| Surina, Surrena, Surna                  | Surrīna, Vetus Urbs       | Viterbo                       |
| Surina, Surrina, Surna                  | Sorianum                  | Soriano                       |
| Suthri                                  | Sutrium                   | Sutri                         |
| Teramna                                 | Interamna                 | Terni                         |
| Thefarne                                | Tifernum Tiberinum        | Città di Castello             |
| Tlamu, Tlamun, Telmu, Tulumne, Tlamne   | Telamōn                   | Talamone                      |
| Trepla                                  | Trebula                   | Trebula                       |
| Tular, Tuter                            | Tuder                     | Todi                          |
| Thulfa, Thulpha                         | Tulpha                    | Tolfa                         |
| Tusena                                  | Tuscana                   | Tuscania                      |
| Ucrisla                                 | Ocriculum                 | Otricoli                      |
| Urcia                                   | Vetus Aula, Veter Galla   | Vetralla                      |
| Urcla, Orcla                            | Vicus Orclanus            | Vitorchiano                   |
| Urina, Aurina, Aurinia                  | Saturnia                  | Saturnia                      |
| Veltha, Veltuna, Veltumna, Voltumna     | Mons Faliscorum           | Montefiascone                 |
| Velturei                                | Veclanum                  | Vecchiano                     |
| Vetumna                                 | Vettona                   | Bettona                       |
| Vesnth, Vishnth                         | Visentium                 | Bisenzio                      |
| Vipena, Viplnei, Vipienas               | Viblena, Viblenium        | Bibbiena                      |
| Visul, Vipsul, Visal, Viesul            | Faesulae                  | Fiesole                       |
| Vrenth                                  | Verentum                  | Valentano                     |

| Étrusque                               | Latin                        | Italie                               |
| Nord (Étrurie padane)                  | Nord (Étrurie padane)        | Nord (Étrurie padane)                |
| -------------------------------------- | ---------------------------- | ------------------------------------ |
| Arciun                                 | Artionis, Vicus Popilius     | Riccione                             |
| Arimna, Harimne                        | Ariminum                     | Rimini                               |
| Atria, Hatria                          | Adria                        | Adria                                |
| (Berua)                                | Vicentia                     | Vicenza                              |
| Cainua                                 | Misa, Misanum, Mysa          | Marzabotto                           |
| Cainua, Kainua, or Stalia, Stala       | Genua                        | Gênes (Genoa)                        |
| Charumna, Carmna                       | Cremona                      | Cremona                              |
| Ceisna                                 | Caesena                      | Cesena                               |
| Clavna                                 | Clavenna                     | Chiavenna                            |
| Felsna, Felsina, Velzna                | Bonōnia                      | Bologne                              |
| Felthuri, Velhatre                     | Feltria                      | Feltre                               |
| Ficline                                | Forum Livii                  | Forlì                                |
| Ficocle                                | Phycocle, Caervia            | Cervia                               |
| Huthine, Huthina                       | Utina, Utinum                | Udine                                |
| Manthva, Manthava                      | Mantua                       | Mantoue                              |
| Melp, Melph, Melphe, Melpu             | Melpum, Meltium              | Melzo                                |
| Methlan                                | Mediolanum                   | Milano (Milan)                       |
| Misala                                 | Herberia                     | Rubiera                              |
| Muthice, Muntha                        | Modicia                      | Monza                                |
| Mutina, Mutna, Muthna                  | Mutina                       | Modena                               |
| Parma, Parmna, Paruma                  | Parma                        | Parma                                |
| Pathva                                 | Patavium                     | Padoue (Padua)                       |
| [Pauia]                                | Ticinum, Papia               | Pavia                                |
| Percumsna, Pergomsna, Percme, Percums  | Bergomum                     | Bergame                              |
| Permu                                  | Firmum                       | Fermo                                |
| Pilthi, Pilithi                        | Bilitio                      | Bellinzona                           |
| Purthanas                              | Portus Naonis                | Pordenone                            |
| Ravena, Ravna                          | Ravenna                      | Ravenne                              |
| Spina                                  | Spina                        | abandonné                            |
| Tarcste                                | Tergeste                     | Trieste                              |
| Trenta                                 | Tridentum                    | Trento                               |
| Uscla                                  | Oscela                       | Domodossola                          |
| Verna, Veruna, Verunia                 | Verona, Vernomagus           | Verona                               |
| Vipitene, Vipitenas, Viptena           | Vipitenum                    | Vipiteno                             |
| Vrixia                                 | Brixia                       | Brescia                              |
| Sud (Étrurie de Campanie)              |                              |                                      |
| Achra, Acre                            | Acerrae                      | Acerra                               |
| Aisarna                                | Aesernia                     | Isernia                              |
| Amina                                  | Picentia                     | Pontecagnano                         |
| Anth                                   | Antium                       | Anzio                                |
| Azcule                                 | Asculum                      | Ascoli Piceno                        |
| Caithi                                 | Caieta                       | Gaeta                                |
| Cale, Cali                             | Cales                        | Calvi Risorta                        |
| Calipulis                              | Callipolis                   | Gallipoli                            |
| Canuza                                 | Canusium                     | Canosa di Puglia                     |
| Capua, Capeva, Capava, Capuva, Campeva | Capua                        | Capua                                |
| Cavi, Kavi                             | Gabii                        | Gabi                                 |
| Cura                                   | Cora                         | Cori                                 |
| Fanacni                                | Anagnia                      | Anagni                               |
| Frentina                               | Ferentinum                   | Ferentino                            |
| Frusna, Frusina, Fursina, Prusetna     | Frusino                      | Frosinone                            |
| Galatia                                | Casa Irta                    | Caserta                              |
| Herclena                               | Herculaneum                  | Ercolano                             |
| Inarime                                | Pitecusa, Greek Pithekoussai | Ischia                               |
| Irna                                   | Salernum                     | Salerno                              |
| Irnthi                                 | Surrentum                    | Sorrento                             |
| Marcina                                | Marcina                      | Cava de' Tirreni and Vietri sul Mare |
| Nepulis                                | Neapolis                     | Napoli                               |
| Nucra                                  | Nuceria Alfaterna            | Nocera Superiore                     |
| Nula (Oscan *Nuvla)                    | Nola                         | Nola                                 |
| Pumpai                                 | Pompeii                      | Pompei                               |
| Regiu                                  | Rhegium                      | Reggio di Calabria                   |
| Remnun                                 | Tibur                        | Tivoli                               |
| Ruma, (Rumna)                          | Roma                         | Roma (Rome)                          |
|                                        | Suessula                     | abandonné                            |
| Tara                                   | Tarentum                     | Taranto                              |
| Tarchna, Tarkina                       | Tarracina                    | Terracina                            |
| Uvila                                  | Bovillae                     | Frattocchie                          |
| Velkha                                 | Volcei                       | Buccino                              |
| Veltri, Velthri                        | Velitrae                     | Velletri                             |
| Corse                                  |                              |                                      |
| Alalia                                 | Aleria                       | Aleria                               |
| Sardaigne                              |                              |                                      |
| Caralu                                 | Caralis                      | Cagliari                             |